# جامعة دي بول
جامعة دي بول (بالإنجليزية: DePaul University)‏ هي جامعة أمريكية خاصة، يقع مقرها الرئيسي في مدينة إلينوي بولاية شيكاغو الأمريكية، أسست عام 1898م.
يعود اسم الجامعة إلى القديس فنسنت دي بول. في عام 1998م، أصبحت أكبر جامعة كاثوليكية من ناحية التسجيل في الولايات المتحدة وأكبر جامعة خاصة في ولاية إلينوي. ولدى الجامعة عشرة كليات ومدارس بالرغم من أنها تؤكد على التركيز بشكل أساسي على تربية..

## أبرز الخريجين
- ويليام كافانو
- جيليان اندرسون

## وصلات خارجية
- DePaul University Official Website
- DePaul Blue Demons Official Athletics Website